# Cecilia Frisk
Cecilia Frisk är en svensk journalist och före detta chefredaktör för TTELA.
Frisk inledde karriären som ekonom med examen från Handelshögskolan vid Göteborgs universitet. Hon arbetade som företagsrådgivare på Nordbanken. Efter att ha blivit uppsagd där sadlade hon om till journalist vid JMG. Hon praktiserade på Göteborgs Posten där hon sedermera anställdes.
På Göteborgs-Posten var hon från 1998 biträdande chef för Ekonomi- och politikredaktionen och från 2003 var hon chef för denna redaktion. Hösten 2006 blev hon chef för nyhetsredationen på GP.
Efter en tid som ansvarig för Digitalgruppen på GP blev hon 2015 redaktionschef och ställföreträdande ansvarig utgivare för Hallands Nyheter. I augusti 2017 blev hon publisher för TTELA, Trollhättan 7 Dagar och Vänersborgaren.